# 3463 Kaokuen
3463 Kaokuen (1981 XJ2) là một tiểu hành tinh vành đai chính được phát hiện ngày 3 tháng 12 năm 1981 bởi Đài thiên văn Tử Kim Sơn ở Nanking.